# Arthur Mayo-Robson

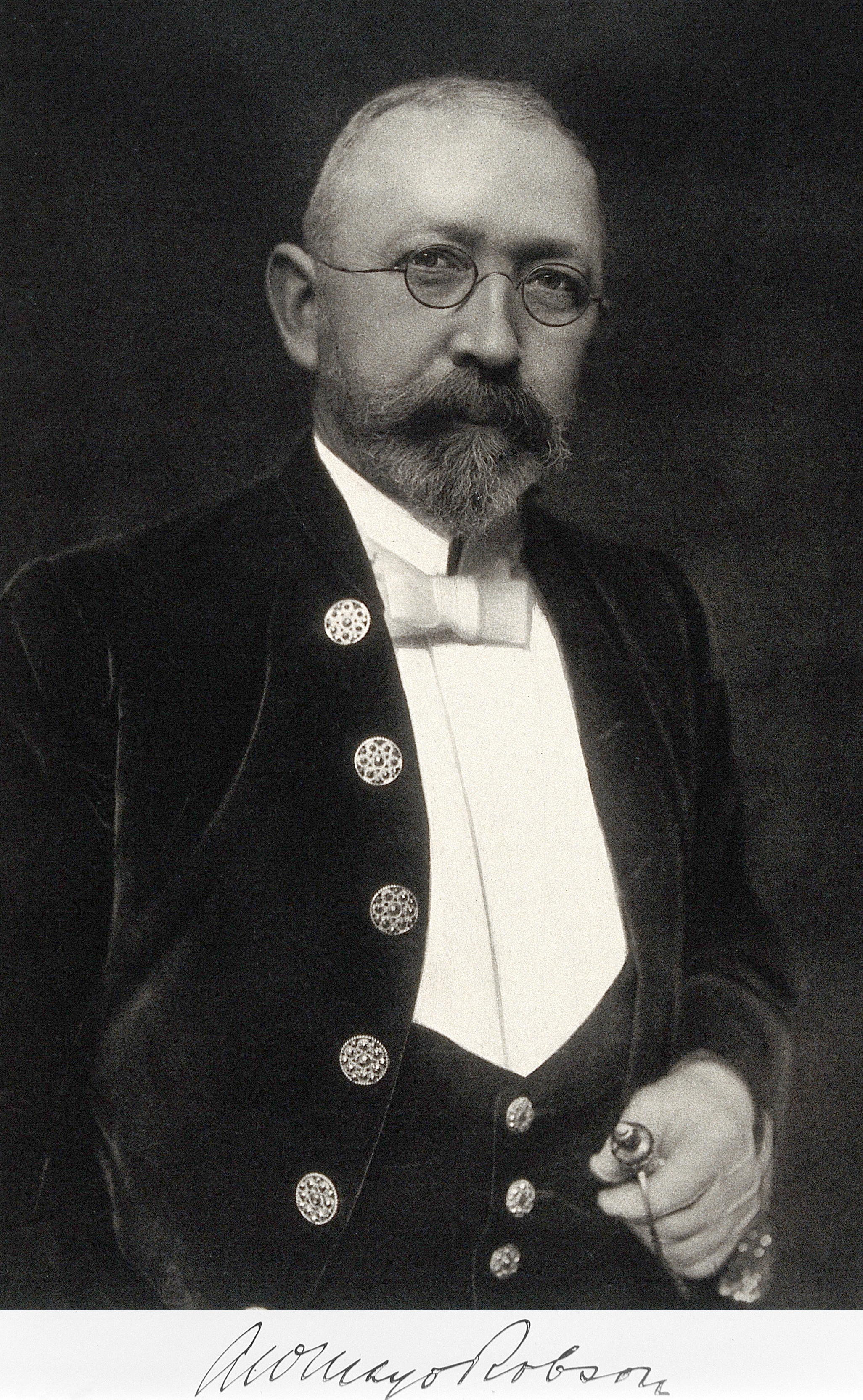
Arthur William Mayo-Robson

Sir Arthur William Mayo-Robson, teilweise auch Arthur (William) Mayo Robson geschrieben, KBE, CB, CVO, FRCS (* 17. April 1853 in Filey, Yorkshire; † 12. Oktober 1933 in London) war ein britischer Chirurg.

## Werdegang
Arthur Mayo-Robson wurde in Filey als Sohn des Chemikers John Bonnington Robson geboren. Den zusätzlichen Nachnamen Mayo nahm er erst in mittlerem Alter an. In Sheffield ging er auf das Wesley College und anschließend 1870 auf die Leeds School of Medicine. Er gewann während des Studiums eine Reihe von Preisen und wurde 1874 MRCS (Member of the Royal College of Surgeons). Ab 1876 hielt er in Leeds Vorlesungen. 1884 wurde er Chirurg am General Infirmary in Leeds. Ab 1886 war er Lecturer für Pathologie. Von 1890 bis 1899 war er Professor für Chirurgie am Yorkshire College der Victoria University, dem Vorläufer der University of Leeds. 1902 gab er seine Professur in Leeds auf und ging nach London. Mayo-Robson war Präsident mehrerer Gesellschaften, so unter anderem der British Gynaecological Society.
Im Ersten Weltkrieg diente Mayo-Robson unter anderem in Frankreich, danach in Gallipoli und Ägypten und erreichte den Rang eines Colonel des Army Medical Service. 1908 wurde Mayo-Robson zum Ritter geschlagen, 1911 wurde er Companion of the Royal Victorian Order, 1916 Companion of the Order of the Bath und 1919 Knight Commander of the Order of the British Empire. Aus Ägypten wieder zurück, ließ sich Mayo-Robson in Seale/Surrey nieder.
Arthur Mayo-Robson heiratete 1883 Florence. Sie war die Tochter von William Walker aus Osmondthorpe Hall bei Leeds. Mit ihr hatte er drei gemeinsame Töchter. Als seine Frau 1930 starb, heiratete Mayo-Robson, kurz vor seinem Tod, 1932 ein zweites Mal.

## Werk
Mehrere Bücher hat Arthur Mayo-Robson verfasst. So beispielsweise On gallstones and their treatment (1892), Diseases of the gall bladder and bild duct (1897), Gall-stones, their complications and treatment (1909), Diseases of the stomach and their surgical treatment (1901), Diseases of the pancreas and their surgical treatment (1902), The pancreas, its surgery and pathology (1907) und Cancer of the stomach (1907).
Auf dem Gebiet der Gallenchirurgie und der 1903 von ihm eingeführten Röntgendiagnostik von Pankreassteinen war er ebenso ein Pionier, wie auf dem Gebiet der Orthopädie. So führte er am 21. November 1895 an einem 41-jährigen Minenarbeiter mit gerissenen Kreuzbändern erstmals eine Kreuzbandnaht durch.
In der angelsächsischen Fachliteratur gibt es zwei nach Mayo-Robson benannte anatomische Stellen: den Mayo-Robson point und Mayo-Robson’s position.